# Margalita Chakhnashvili
Margalita "Maka" Chakhnashvili-Ranzinger (9 de Dezembro de 1982) é uma tenista profissional georgiana, em 2007, alcançou sua melhor posição na WTA de 134 em simples.

## Simples (7)
| N. | Data              | Torneio        | Piso   | Tier | Oponente na final    | Placar        |
| 1. | Setembro 15, 2002 | Sofia          | Saibro | ITF  | Desislava Topalova   | 6–3 4–6 6–0   |
| 2. | Setembro 13, 2005 | Tbilisi        | Saibro | ITF  | Manana Shapakidze    | 6–2, 6–1      |
| 3. | Novembro 28, 2005 | Ramat Hasharon | Duro   | ITF  | Sharon Fichman       | 6–3, 7–6      |
| 4. | Dezembro 5, 2005  | Raanana        | Duro   | ITF  | Tzipora Obziler      | 6–3, 7–5      |
| 5. | Maio 8, 2006      | Antalya-Belek  | Saibro | ITF  | Claire de Gubernatis | 6–1, 7–5      |
| 6. | Julho 31, 2006    | Martina Franca | Saibro | ITF  | Karin Knapp          | 6–3, 7–5      |
| 7. | Junho 26, 2007    | Padova         | Saibro | ITF  | Sandra Zahlavova     | 3–6, 6–1, 6–3 |

## Duplas (2)
| N. | Data          | Torneio        | Piso   | Tier | Parceira           | Oponentes na final                      | Placar        |
| 1. | Maio 8, 2006  | Antalya-Belek  | Saibro | ITF  | İpek Şenoğlu       | Claire de Gubernatis Alexandra Dulgheru | 6–4, 6–3      |
| 2. | Julho 3, 2006 | Mont de Marson | Saibro | ITF  | Ioana Raluca Olaru | Akgul Amanmuradova Nina Bratchikova     | 7–5, 1–6, 6–1 |